# 杉原由規奈
杉原 由規奈（すぎはら ゆきな、1990年10月15日 - ）は、日本の女性シンガーソングライター。歌手。女優。三重県出身。身長155cm。血液型はAB型。堀越高等学校卒業。

## 来歴

### 上京前
3歳からピアノを習っていた。小学校の頃、テレビでSPEEDが格好良く歌い踊る姿に憧れを抱き10歳から劇団ひまわりに入団し歌、ダンス、芝居のレッスンに通う。高校進学の時「踏み出さなければ始まらない」と思い、東京の高校に受験し上京した。
- 2006年、堀越高等学校の普通科に入学。
- 2009年、堀越高等学校のトレイトコースを卒業。同級生には俳優の三浦春馬、鮎川太陽、女優の蓮佛美沙子、福田沙紀、アイドルグループHey!Say!JUMPの八乙女光等がいる。

## 人物
趣味・特技
趣味は映画鑑賞、ライブ鑑賞、プロレス観戦、写真を撮ること。2009年からアコースティックギターを始めギターを相方と呼んでいる。 好きなキャラクターはケアベア
『新日本プロレス』のファンでよく後楽園ホールに訪れる。
憧れはLiSA、時間があればライブDVDを見ては刺激を受けている。初めてギターを習ったのがLiSAのライブ時のサポートバンドのギターCO-K（本名：高慶卓史）で接点がある。
活動
2008年『お茶犬～緑っとものがたり～』『地球でダンス』歌唱。
2010年『夢色パティシエール』いちごのミラクルール歌唱。
俳優・演出家オクイシュージのオーガナイズによって2010年に誕生したSNATCH＜スナッチ＞の一員で劇場公演はもとより、ライブハウスでのオールスタンディング公演、クラブイベントなど様々な表現形態で活動していたが2013年音楽活動専念のため退団。（2010年〜2013年）
2012年アコースティックギターを手に同世代の等身大の女性目線の曲を多く作りるシンガーソングライターとして都内のライブハウスを中心に活動。

## 出演作品

### ドラマ
- この木が天に届くころ（2009年）（テレビ愛知）
- 屋上のあるアパート[注 1]（2011年3月21日、毎日放送制作・TBS系列）
- マッスルガール!（2011年6月7日、第8話）
- 明日の光をつかめ2（2011年7月13日、第8話）- 地下アイドルMOMO役
- 僕とスターの99日（2011年、フジテレビ）
- 家族のうた（2012年、フジテレビ、最終回）
- 原宿ネストカフェ（2012年10月6日、第1話）

（東海テレビ制作・フジテレビ系列）

### 映画
- アバター 2011年 女子高生役 監督：和田篤司
- ハッピーフライト 2008年 監督：矢口史靖

### バラエティ
- Push★1グランプリ（BSフジ）
- 志村けんのバカ殿様 腰元役（2009年10月6日、フジテレビ）
- 逃走中 大江戸シンデレラ編 （2012年、フジテレビ）
- 戦国鍋TV～なんとなく歴史が学べる映像～ミュージカル『Oichi』（TVK）

### 舞台
- dub valen tine （2009年）
- 幕末侍伝説CHUJI（博品館劇場）お新役
- hardfloorZOMBIE （2010年9月） 蘭子役 morph-tokyo
- hardfloorZOMBIE[ディレクターズカット版] （2010年11月）蘭子役 初台The DOORS
- hardfloorZOMBIE[ファイナルカット版] （2011年6月）蘭子役 初台The DOORS[リンク切れ]
- comix（2012年3月）ぴのこ役（SNATCH vol.4）＠渋谷サイクロン
- ANARCHY MONKEY!（2012年12月 SNATCH vol.5）＠渋谷サイクロン
- プロジェクトB（2013年 SNATCH vol.6）＠シアターググリーンBox in Box
- やわらかいパン（2013年 プロペラ犬第5回公演）@赤坂RED/THEATER

### ライブ
- 渋谷ぶっ飛び!!ガールズ祭り2010（2010年2月5日）渋谷O-EAST
- 色彩RECORDS GilrsLIVE（2010年2月6日）赤坂MOVE
- Music JapanTVアイカツ＃8収録イベント（2010年2月7日）秋葉原ディアステージ
- AtomicGirlsNight!!a2010（2010年2月10日）上野BRASH
- 咲岡里奈2ndCDシングルvoice/Your発売イベント（2010年2月13日）赤坂L@N
- 色彩RECORDSバレンタインGilrsLIVE!!（2010年2月13日）赤坂L@N
- 「BIRTHDAY LIVE～今日もどこかでハッピーバースデー～」（2010年2月23日）池袋RUIDO K3
- BREAQ LIVE DX（2010年2月27日）渋谷DESEO
- 色彩RECORDS GilrsLIVE Bright Stage（2010年2月28日）赤坂L@N
- Music in DABO（2010年3月5日）DAMO STUDIO
- RING×RING×RING（2010年3月15日）表参道FAB
- Queens Night LIVE INN ROSA（2010年3月16日）LIVE INN ROSA
- RING×RING×RING（2010年3月17日）表参道FAB
- BREAQ LIVE@渋谷DESEO（2010年3月22日）渋谷DESEO
- ファンタスティック（2010年3月30日）池袋RUIDO K3
- Girls evolution Vol'8（2010年4月4日）LIVE INN ROSA
- SUPER IDOL MIX Vol'9（2010年4月11日）吉祥寺CLUB SEATA
- GLRLS‐RockPop stadium〜ゴールデンウィーク@TOKYO〜（2010年5月5日）club asia
- GLRLS‐RockPop stadium〜ゴールデンウィークFINAL@TOKYO〜（2010年5月9日）表参道FAB
- FAIRY Pomotio（2010年10月8日）亀戸ハードコア
- I dolSonic（2010年11月14日）亀戸ハードコア
- Sweet home（2010年12月3日）四谷天窓
- いずもりたナイト（2011年4月6日）銀座MiiyaCafe
- Song Book'13～New Year Special～（2013年1月20日）＠赤坂グラフィティ
- 休日のソラと君のウタ～雛祭りspecial'13～（2013年3月3日）@赤坂グラフィティ
- Juke Joint Jump vol.2～いずもりたナイト第14夜」（2013年3月25日）＠高田馬場Live Cafe mono
- “ココロの琴線 #54”（2013年4月13日）＠赤坂グラフィティ
- ゆりっぺでナイトTV」（2013年5月14日）＠
- 赤坂見附スクランブル Vol.1（2013年5月15日）＠赤坂グラフィティ
- 廣瀬友里Birthday Live～みんなで祝わNIGHT♪～（2013年5月25日）@赤坂グラフィティ

### イベント
- あにまーとないと2008（2008年10月30日）
- 明日花咲く～勇気100倍～（2010年2月8日）
- 「今が一番なんだもん♪ ～kira☆kiraクリスマスパーティ！～」（2010年12月7日）
- 木曜ナイトショー『sweets』（2011年3月3日）目黒食堂
- 【come come SPRING★】 －Charity－ ～今の自分にできること～（2011年3月21日）目黒食堂
- 木曜ナイトショー『sweets』（2011年4月7日）目黒食堂
- 木曜ナイトショー『sweets』（2011年5月5日）目黒食堂
- 東京ラーメンショー（2012年11月）
- 年忘れあにまーとないと 2012 の 2 ―来るならこいっ!ー（2012年12月29日）赤坂グラフィティ
- アッシュプロダクション Presents Live Vol.3（面白おかしくいきましょう）御苑サウンド ゲスト出演
- 湘南新宿ライン浦和駅停車記念さいたまフェスタ～カレー文化彩～（2013年3月23日）
- アッシュプロダクション Presents Live Vol.4「一週間遅れのゴールデンウィーク」（2013年5月18日） ゲスト@御苑サウンド

### ラジオ
- 「アサミサンデー」ゲスト（2011年7月17日）
- ミュージックデリバリーゲスト（2011年8月9日）
- BEAST！ 大山愛未の『あい、みんなにアゲる～AIMI's party night～』ゲスト（2013年4月9日）

## ディスコグラフィー

### シングル
『夢色パティシエール』
いちごのミラクルール
2010年1月20日（コロムビアミュージックエンタテインメント）
- いちごのミラクルール（エンディング曲）
作詞 - 青木久美子 / 作曲 - 吉野ユウヤ /編曲 - 神津祐之 / プロデュース - 青木定治（コロムビアミュージックエンタテインメント）

### アルバム・ミニアルバム
『お茶犬～緑っとものがたり～』
地球でダンス
2008年12月17日発売（コロムビアミュージックエンタテインメント）
- 地球でダンス（オープニング主題歌）
作詞 -柚木実祐 / 作曲・編曲 / 岩切芳郎 / プロデュース - 藤田昭彦・八木仁（コロムビアミュージックエンタテインメント）